# Beatles '65
Beatles '65 è il sesto album in studio dei Beatles pubblicato negli Stati Uniti il 15 dicembre 1964. Il disco venne pubblicato sia in versione mono che in versione stereo.

## Contenuti
L'album contiene otto dei quattordici brani dell'album Beatles for Sale (mancano Eight Days a Week, Words of Love, Every Little Thing, I Don't Want to Spoil the Party, What You're Doing e il medley Kansas City/Hey, Hey, Hey, Hey!, tutti successivamente pubblicati in Beatles VI). In compenso comprende I'll Be Back da A Hard Day's Night e include il singolo I Feel Fine/She's a Woman. Queste ultime due canzoni remixate in stereo con l'aggiunta di riverbero per coprire il missaggio mono originale.
Nel 2004 l'album è stato ristampato per la prima volta in formato CD come parte del cofanetto The Capitol Albums, Volume 1.

## Accoglienza
Negli Stati Uniti, l'album riscosse un ampio successo, balzando in breve tempo dalla posizione n°98 in classifica al primo posto, stabilendo all'epoca, un record per il più grande balzo in classifica nella storia della rivista Billboard. Il disco vendette più di tre milioni di copie in sole 6 settimane dalla pubblicazione.
Inoltre, a dimostrazione dell'appeal commerciale dei Beatles ai tempi, in America furono prodotti e pubblicati diversi album che riprendevano il titolo del disco (ad esempio: Sinatra '65 di Frank Sinatra, Ellington '65 di Duke Ellington, Trio '65 del pianista jazz Bill Evans, e Brasil '65 di Sérgio Mendes).

## Tracce
Tutti i brani sono opera di John Lennon e Paul McCartney, eccetto dove indicato.
Lato 1
1. No Reply – 2:15
2. I'm a Loser – 2:31
3. Baby's in Black – 2:02
4. Rock and Roll Music (Chuck Berry) – 2:32
5. I'll Follow the Sun – 1:46
6. Mr. Moonlight (Roy Lee Johnson) – 2:35

Lato 2
1. Honey Don't (Carl Perkins) – 2:56
2. I'll Be Back – 2:22
3. She's a Woman – 2:57
4. I Feel Fine – 2:20
5. Everybody's Trying to Be My Baby (Perkins) – 2:24

## Formazione
The Beatles
- John Lennon – chitarra, pianoforte, voce
- Paul McCartney – basso, pianoforte, voce
- George Harrison – chitarra elettrica, voce
- Ringo Starr – batteria, voce

Crediti
- George Martin – pianoforte & produzione